# Football Club Simiotin
Il Football Club Simiotin è stata una società calcistica francese, con sede a Bordeaux.

## Storia[1]
La società aquitana raggiunse il 12 marzo 1907 la finale della prima edizione del Trophée de France, competizione che vedeva affrontarsi i vincitori delle varie federazioni calcistiche presenti sul territorio francese, in rappresentanza della Fédération Athlétique du Sud-Ouest, di cui aveva vinto il torneo calcistico.
In finale incontrò l'Étoile des Deux Lacs, che vinse l'incontro per 8-3.
Disputò anche una delle prime amichevoli giocate da squadre francesi in terra spagnola, contro l'Irún Sporting Club, società basca che si impose per 2-0.

## Palmarès

### Competizioni nazionali
- Championnat de la Fédération athlétique du Sud-Ouest: 1

1907

### Altri piazzamenti
- Trophée de France:

Finalista: 1907